# Liste des ministres français de 1789 à 1799

## Ministres des Affaires étrangères
- - Secrétaires d'État aux Affaires étrangères
- 13 juillet 1789 au 16 juillet 1789 : Paul François de Quelen, duc de la Vauguyon
- 16 juillet 1789 au 29 novembre 1791 : Armand Marc, comte de Montmorin Saint-Hérem
  - Ministres des Affaires étrangères
- 29 novembre 1791 au 15 mars 1792 : Claude Antoine Valdec de Lessart
- 15 mars 1792 au 13 juin 1792 : Charles François Dumouriez
- 13 juin 1792 au 18 juin 1792 : Pierre Paul de Méredieu, baron de Naillac
- 18 juin 1792 au 23 juillet 1792 : Scipion Victor, marquis de Chambonas
- 23 juillet 1792 au 1er août 1792 : François Joseph de Gratet, vicomte Dubouchage
- 1er août 1792 au 10 août 1792 : Claude Bigot de Sainte-Croix
- 10 août 1792 au 21 juin 1793 : Pierre Henri Hélène Marie Lebrun-Tondu
- 21 juin 1793 au 2 avril 1794 : François Louis Deforgues
- 5 avril 1794 au 8 avril 1794 : Jean Marie Claude Alexandre Goujon
- 8 avril 1794 au 20 avril 1794 : Martial Joseph Armand Herman
- 20 avril 1794 au 3 novembre 1794 : Philibert Buchot
- 3 novembre 1794 au 21 novembre 1794 : Bernard Mangourit du Champ-Duguet
- 21 novembre 1794 au 19 février 1795 : André François Miot
- 19 février 1795 au 3 novembre 1795 : Jean-Victor Colchen
- 3 novembre 1795 au 15 juillet 1797 : Charles Delacroix
- 15 juillet 1797 au 20 juillet 1799 : Charles Maurice de Talleyrand-Périgord
- 20 juillet 1799 au 22 novembre 1799 : Karl Reinhard

## Ministres des finances
- 13 juillet 1789 au 16 juillet 1789 : Louis Auguste Le Tonnelier de Breteuil
- 16 juillet 1789 au 4 septembre 1790 : Jacques Necker
- 4 septembre 1790 au 4 décembre 1790 : Claude Guillaume Lambert
- 4 décembre 1790 au 27 avril 1791 : Claude Antoine de Valdec de Lessart
- 27 avril 1791 au 29 mai 1791 : Claude Antoine de Valdec de Lessart
- 29 mai 1791 au 24 mars 1792 : Louis Hardouin Tarbé
- 24 mars 1792 au 13 juin 1792 : Étienne Clavière
- 13 juin 1792 au 18 juin 1792 : Antoine Duranton
- 18 juin 1792 au 29 juillet 1792 : Jules-Émile-François Hervé de Beaulieu
- 29 juillet 1792 au 10 août 1792 : René Delaville-Leroulx
- 10 août 1792 au 13 juin 1793 : Étienne Clavière
- 13 juin 1793 au 20 avril 1794 : Louis Grégoire Deschamps Destournelles
- 8 novembre 1795 au 14 février 1796 : Guillaume-Charles Faipoult
- 14 février 1796 au 20 juillet 1799 : Dominique-Vincent Ramel-Nogaret
- 20 juillet 1799 au 10 novembre 1799 : Robert Lindet

## Ministres de la guerre
- - Secrétaires d'État à la guerre
- 13 juillet 1789 au 16 juillet 1789 : Victor François, Duc de Broglie
- 4 août 1789 au 16 novembre 1790 : Jean-Frédéric de La Tour du Pin Gouvernet
- 16 novembre 1790 au 7 décembre 1791 : Louis le Bègue du Presle Duportail
  - Ministre de la Guerre
- 7 décembre 1791 au 9 mars 1792 : Louis Marie Narbonne Lara
- 9 mars 1792 au 9 mai 1792 : Pierre Marie de Grave
- 9 mai 1792 au 13 juin 1792 : Joseph Marie Servan de Gerbey
- 13 juin 1792 au 18 juin 1792 : Charles François Dumouriez
- 18 juin 1792 au 23 juillet 1792 : Pierre Auguste Lajard
- 23 juillet 1792 au 10 août 1792 : Charles-Xavier Franqueville d'Abancourt
- 10 août 1792 au 3 octobre 1792 : Joseph Marie Servan de Gerbey
- 3 octobre 1792 au 18 octobre 1792 : Pierre Henri Hélène Marie Lebrun-Tondu
- 18 octobre 1792 au 4 février 1793 : Jean-Nicolas Pache
- 4 février 1793 au 1er avril 1793 : Pierre Riel de Beurnonville
- 1er avril 1793 au 4 avril 1793 : Pierre Henri Hélène Marie Lebrun-Tondu
- 4 avril 1793 au 20 avril 1794 : Jean Baptiste Noël Bouchotte
- 20 avril 1794 au 3 novembre 1795 aucun
- 3 novembre 1795 au 8 février 1796 : Jean-Baptiste Annibal Aubert du Bayet
- 8 février 1796 au 15 juillet 1797 : Claude-Louis Petiet
- 15 juillet 1797 au 22 juillet 1797 : Lazare Hoche[à vérifier]
- 22 juillet 1797 au 22 janvier 1799 : Barthélemy Louis Joseph Schérer
- 21 février 1799 au 2 juillet 1799 : Louis Marie de Milet de Mureau
- 2 juillet 1799 au 14 septembre 1799 : Jean-Baptiste Bernadotte
- 14 septembre 1799 au 10 novembre 1799 : Edmond Louis Alexis Dubois-Crancé

## Ministres de l'Intérieur
- 7 août 1790 au 25 janvier 1791 : François-Emmanuel Guignard de Saint-Priest
- 25 janvier 1791 au 29 novembre 1791 : Claude Antoine de Valdec de Lessart
- 29 novembre 1791 au 24 mars 1792 : Bon-Claude Cahier de Gerville
- 24 mars 1792 au 13 juin 1792 : Jean-Marie Roland de la Platière
- 13 juin 1792 au 18 juin 1792 : Jacques Antoine Mourgue
- 18 juin 1792 au 17 juillet 1792 : Antoine René, marquis de Terrier de Monciel
- 17 juillet 1792 au 21 juillet 1792 ; Étienne de Joly
- 21 juillet 1792 au 10 août 1792 : Clément Felix Champion de Villeneuve
- 10 août 1792 au 23 janvier 1793 : Jean-Marie Roland de la Platière
- 23 janvier 1793 au 20 août 1793 : Dominique Joseph Garat
- 20 août 1793 au 5 avril 1794 : Jules François Paré
- 5 avril 1794 au 8 avril 1794 : Jean Marie Claude Alexandre Goujon
- 8 avril 1794 au 20 avril 1794 : Martial Joseph Armand Herman
- 20 avril 1794 au 3 novembre 1795 aucun
- 3 novembre 1795 au 15 juillet 1797 : Pierre Bénézech
- 15 juillet 1797 au 13 septembre 1797 : Nicolas-Louis François de Neufchâteau
- 13 septembre 1797 au 17 juin 1798 : François Sébastien Letourneux
- 17 juin 1798 au 22 juin 1799 : Nicolas-Louis François de Neufchâteau
- 22 juin 1799 au 10 novembre 1799 : Nicolas-Marie Quinette

## Ministres de la Justice
- 4 août 1789 au 21 novembre 1790 : Jérôme Champion de Cicé
- 21 novembre 1790 au 23 mars 1792 : Marguerite-Louis-François Duport-Dutertre
- 23 mars 1792 au 14 avril 1792 : Jean-Marie Roland de la Platière
- 14 avril 1792 au 4 juillet 1792 : Antoine Duranton
- 4 juillet 1792 au 10 août 1792 : Étienne de Joly
- 10 août 1792 au 9 octobre 1792 : Georges Danton
- 9 octobre 1792 au 20 mars 1793 : Dominique Joseph Garat
- 20 mars 1793 au 20 avril 1794 : Louis Gohier
- 3 novembre 1795 au 5 janvier 1796 : Philippe-Antoine Merlin de Douai
- 5 janvier 1796 au 4 avril 1796 : Jean-Joseph-Victor Genissieu
- 4 avril 1796 au 24 septembre 1797 : Philippe Antoine Merlin de Douai
- 24 septembre 1797 au 20 juillet 1799 : Charles Joseph Lambrechts
- 20 juillet 1799 au 25 décembre 1799 : Jean-Jacques Régis de Cambacérès

## Ministres de la marine
- - Secrétaires d'État à la marine
- 13 juillet 1789 au 16 juillet 1789 : Arnaud de Laporte
- 16 juillet 1789 au 26 octobre 1790 : César Henri de La Luzerne
  - Ministre de la Marine et des Colonies
- 26 octobre 1790 au 17 mai 1791 : Charles Pierre Claret de Fleurieu
- 17 mai 1791 au 18 septembre 1791 : Antoine Jean Marie Thévenard
- 18 septembre 1791 au 7 octobre 1791 : Claude Antoine Valdec de Lessart
- 7 octobre 1791 au 16 mars 1792 : Antoine François, comte Bertrand de Molleville
- 16 mars 1792 au 21 juillet 1792 : Jean de Lacoste
- 21 juillet 1792 au 10 août 1792 : François Joseph de Gratet, vicomte Dubouchage
- 10 août 1792 au 10 avril 1793 : Gaspard Monge
- 10 avril 1793 au 2 juillet 1795 : Jean Dalbarade
- 2 juillet 1795 au 4 novembre 1795 : Jean-Claude Redon de Beaupréau
- 4 novembre 1795 au 15 juillet 1797 : Laurent Jean François Truguet
- 15 juillet 1797 au 27 avril 1798 : Georges-René Pléville Le Pelley
- 27 avril 1798 au 4 mars 1799 : Eustache Bruix
- 4 mars 1799 au 7 mars 1799 : Charles Joseph Mathieu Lambrechts
- 7 mars 1799 au 2 juillet 1799 : Charles Maurice de Talleyrand-Périgord
- 2 juillet 1799 au 22 novembre 1799 : Marc Antoine Bourdon de Vatry